# Gmina Alatskivi
Gmina Alatskivi (est. Alatskivi vald) – gmina wiejska w Estonii, w prowincji Tartu.
W skład gminy wchodzi:
- 1 miasto: Alatskivi
- 31 wsi: Alasoo, Haapsipea, Kesklahe, Kokora, Kuningvere, Kõdesi, Lahe, Lahepera, Linaleo, Naelavere, Nina, Orgemäe, Padakõrve, Passi, Peatskivi, Pusi, Päiksi, Pärsikivi, Riidma, Ronisoo, Rootsiküla, Rupsi, Saburi, Savastvere, Savimetsa, Sudemäe, Torila, Toruküla, Tõruvere, Virtsu, Väljaküla.

## Zabytki
- Neogotycki Pałac Alatskivi z 18. wieku